# Dasyvalgus nudis
Dasyvalgus nudis är en skalbaggsart som beskrevs av Miyake 1994. Dasyvalgus nudis ingår i släktet Dasyvalgus och familjen Cetoniidae. Inga underarter finns listade i Catalogue of Life.